# 266 Аліна
266 Алі́на (266 Aline) — астероїд головного поясу, відкритий 17 травня 1887 року Йоганном Палізою у Відні.